# Cenușă

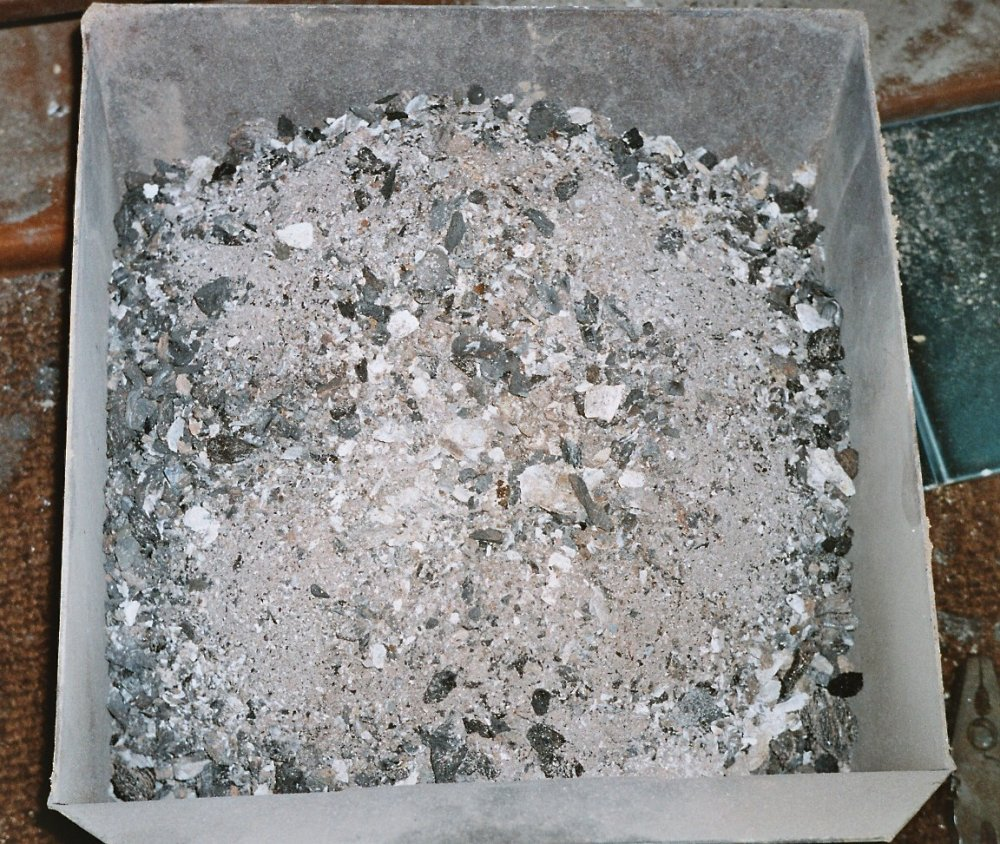
Cenuşă

Cenușa sau scrumul este produsul combustiei unui material și este compusă din substanțe anorganice necombustibile, precum sărurile minerale.
În analiza alimentelor, partea mineralelor care nu ard și nu se evaporă este numită de asemenea cenușă. După calcinare este mai ușor de analizat fiecare mineral în parte.
Cenușa de plante (lemn, vreascuri etc.) are un înalt conținut de potasiu, calciu, magneziu și alte minerale esențiale pentru ele. Pot fi folosite ca fertilizanți și se știe că nu conțin metale grele sau alți contaminanți. Cum este foarte alcalină se poate amesteca cu apă și lăsată un timp la aer ca să captureze CO2 ambiental și să se neutralizeze în parte. De asemenea se poate amesteca cu alt îngrășământ mai acid, ca humusul. Descompunerea în humus face mineralele mai biodisponibile.
Cenușa de origine animală conține mai mult sodiu și în special fosfat calcic din oase. Cenușa din incinerarea oamenilor poate conține plombe și alte implanturi.